# 记忆术
记忆术（英語：Mnemonic）又译助憶，是一种辅助记忆的方法，例如詩、韻文或是圖像。
人们在日常生活中经常使用缩写、口诀来记忆一些复杂的内容。
例如，学生在学习眼球的解剖结构的时候会使用“一孔（瞳孔）、二体（晶状体、玻璃体）、三层膜（外膜、中膜、内膜）”的口诀来辅助记忆。
中國大陸北方流传着“一三五七八十腊，三十一天永不差”的口诀来帮助记忆一年中有31天的月份。
再如，“餓的話每日熬一鷹”則是對於八國聯軍（俄德法美日奧意英）的记忆口訣。
除了中文，其他语言也有各种记忆法。例如，使用People Can't Memorize Computer Industry Acronyms（中文意思：人们记不住计算机业的缩写）这句话来记忆英文缩写PCMCIA。
研究表示記憶術可以提高記憶效率。在一個單詞記憶實驗中，採用記憶術的學生比沒有採用記憶術的學生記得住更多的單詞。這個試驗在不同的環境和年齡組中得到同樣的結論。